# Edwin G. Pulleyblank
Edwin George Pulleyblank FRSC (* 7. August 1922 in Calgary, Alberta; † 13. April 2013 in Vancouver, British Columbia) war ein kanadischer Sinologe.
Pulleyblank war emeritierter Professor an der University of British Columbia. Bekannt wurde er vor allem durch seine Werke zur historischen Phonologie des Chinesischen.

## Werke
- A Lexicon of Reconstructed Pronunciation in Early Middle Chinese, Late Middle Chinese and Early Mandarin, Vancouver: UBC Press. 1991.
- Chinese History and World History: An inaugural lecture, Cambridge, Cambridge University Press. 1955
- Essays on Tang and pre-Tang China, Aldershot, GB, and Burlington, VT, USA: Ashgate. 2001.
- Historians of China and Japan, Edited with W.G. Beasley. London: Oxford University Press, 1961
- Middle Chinese: A Study in Historical Phonology, Vancouver: UBC Press. 1984.
- The Background of the Rebellion of An Lu-shan, Oxford University Press, 1955